# Дневник слабака
«Дневник слабака» (англ. Diary of a Wimpy Kid) — экранизация серии книг писателя Джеффа Кинни, где рассказывается о приключениях ученика средней школы Грега Хеффли и его друга Роули Джефферсона. Мировая премьера состоялась 18 марта 2010 года.

## Сюжет
Грег Хеффли и Роули Джефферсон – закадычные приятели, которые жить друг без друга не могут. В новом учебном году мальчишки перешли в среднюю школу и только начали в ней осваиваться. Несмотря на то что парни – лучшие друзья, они совершенно разные. Простодушный рыжий толстяк Роули не блещет умом и не стремится стать популярным. Этот добряк живет по правилу: «Будь самим собой и все у тебя получится», которое в детстве он услышал от своей мамы.
Другое дело Грег – худенький амбициозный брюнет, искренне верящий в теорию, утверждающую, что для достижения цели все средства хороши. Одержимый идеей прославиться, он вознамерился стать самым крутым парнем в классе и рьяно приступил к осуществлению этой мечты.
Первым делом Хеффли записался в секцию борьбы, но, будучи уложенным на лопатки девчонкой, распрощался с этой идеей и начал посещать занятия хора. Однако попытка героя стать солистом тоже потерпела фиаско. Что бы ни делал Грег, за ним хвостиком ходил его верный друг Роули. И так уж получилось, что именно этому толстому недотепе, не думающему о славе, безо всяких усилий удалось стать знаменитым.
Хеффли завидовал своему везучему приятелю и считал Джефферсона недостойным той популярности, которая на него обрушилась. Поэтому, когда директор школы по ошибке наказал Роули за проступок, который он не совершал, Грег, являющийся истинным виновником произошедшего, решил промолчать об этом. Так он впервые в жизни предал друга. Вскоре правда о малодушии Хеффли всплыла наружу, и Джефферсон перестал с ним даже здороваться.
Парень очень переживал по этому поводу. Со временем он осознал, что друг для него намного дороже славы. Наплевав на то, что о нем подумают одноклассники, Грег прилюдно попросил у Роули прощения, после чего старые приятели помирились.

## В ролях
- Закари Гордон — Грег Хеффли
- Роберт Капрон — Роули Джефферсон
- Хлоя Морец — Анджи
- Рэйчел Харрис — мама Грега
- Стив Зан — папа Грега
- Девон Бостик — Родрик Хеффли
- Грэйсон Расселл — Фрегли
- Лэйн МакНил — Петти
- Алекс Феррис — Колин

## Интересные факты
- В 2023 году ролик из фильма с поющими детьми стал очень популярным мемом
- Билли Айлиш сыграла второстепенную роль в первом фильме «Дневник слабака».
- Первая часть серии фильмов была выпущена еще в 2010 году, и «Дневник слабака» мгновенно стал хитом среди семей, заработав 64 миллиона долларов по всему миру. Первая книга из этой серии была выпущена всего за три года до экранизации.
- Четыре первые книги Джеффа Кинни об испытаниях мальчика в средней школе стали мировым феноменом: было продано 28 миллионов книг, переведённых на 33 языках.[1]